# Cesare Mossotto
Cesare Mossotto (Torino, 1940) è un ingegnere e dirigente d'azienda italiano, direttore generale dello CSELT dal 1989 al 2001.

## Biografia
Nato a Torino nel 1940, si è laureato in ingegneria elettronica al Politecnico di Torino nel 1964.
Nel 1989 è succeduto a Basilio Catania come direttore generale dello CSELT, centro di ricerca di telecomunicazioni di rilevanza internazionale, carica che mantenne fino al 2001. Nel 2001 divenne direttore generale di Telecom Italia Lab S.p.A. (TILab).
Membro di diversi comitati tecnici e di Board, Mossotto è autore e coautore di oltre un centinaio di pubblicazioni scientifiche.
Mossotto considerò positivamente e incoraggiò nelle fasi iniziali l'iniziativa di Leonardo Chiariglione, fondatore del gruppo MPEG, nella standardizzazione di formati di contenuti multimediali.

## Pubblicazioni
- con Inoue, Yuji e Martine Lapierre, The TINA Book: a co-operative solution for a competitive world, Prentice-Hall Europe, 1999.
- (EN) C. Mossotto, Pathways for telecommunications: a European outlook, in IEEE Communications Magazine, vol. 31, n. 8, 1993-08,  pp. 52-58, DOI:10.1109/35.229536. URL consultato il 18 settembre 2022.
- Cesare Mossotto, Rete di telecomunicazioni e sua evoluzione in rete di telematica, in Elettronica e Telecomunicazioni, XXX, n. 5, 1981.
- Il metodo delle equazioni di stato per il calcolo dei momenti del traffico di trabocco uscente da una ripartizione, XV Convegno internazionale delle comunicazioni, Genova, 12-15 ottobre 1967.